# Norme bémol
Pour les articles homonymes, voir Bémol (homonymie).
La norme bémol est une notion de géométrie différentielle.
Soit T un courant m-dimensionnel. On définit la norme bémol (en anglais : flat norm ; Hassler Whitney a emprunté le mot flat à la musique) de ce courant comme :
{\displaystyle \mathbf {F} (T)=\inf\{\mathbf {M} (A)+\mathbf {M} (B)\mid T=A+\partial B,A\in R_{m},B\in R_{m+1}\}}
où :
- {\displaystyle \mathbf {M} } désigne la norme de masse ;
- Rm est l'espace des m-courants rectifiables.